# Leiostyla cassidula
Leiostyla cassidula је пуж из реда Stylommatophora и фамилије Lauriidae.

## Угроженост
Ова врста је крајње угрожена и у великој опасности од изумирања.

## Распрострањење
Ареал врсте је ограничен на једну државу. 
Португал је једино познато природно станиште врсте.